# The Away Days
The Away Days is een Turkse dreampopband die in 2012 in Istanboel werd opgericht. De leden zijn zanger en gitarist Oğuz Can Özen, gitarist en basgitarist Sezer Koç, gitarist Volkan Karaman, pianist Orkun Atik en drummer Anıl Atik.

## Geschiedenis
In 2012 richtten Oğuz Can Özen en Sezer Koç de band op en eind van dat jaar bracht deze haar debuut-ep 'How Did It All Start' uit. Het jaar daarop bracht de band zijn eerste videoclip uit van het nummer 'Galaxies'; de presentatie ervan was op het South by Southwest-festival.
The Away Days toerde door het Verenigd Koninkrijk en was er te zien op The Great Escape Festival. De band trad op in het voorprogramma van de band Portishead en de artiesten Paul Banks en Owen Pallett.
De band bracht in 2014 de singles 'Your Colour' en 'Paris' uit, vergezeld van muziekvideo's die respectievelijk werden besproken in de tijdschriften Clash en Spin.

## Muziekstijl en invloeden
De muziekstijl wordt omschreven als dreampop en shoegaze. Clash-redacteur Robin Murray schreef dat de muziek overeenkomsten met School of Seven Bells en Ride vertoonde. In Vice werd de muziekstijl van The Away Days omschreven als een combinatie van Flying Nun, The La's en de Reid brothers.
Over de naam van de band verklaarde hoofdzanger Oğuz Can Özen dat de bandleden het gevoel hadden nergens toe te behoren. Hij gaf tevens aan dat Selda en The Strokes van invloed waren op hun muziek. Ook de muziekstijlen uit het Verre Oosten en India spelen een rol, naast de muziek van Joy Division, The Stooges en The Smiths.

## Discografie
Ep's
- How Did It All Start (2012)
- THIS (2015)

Singles
- Your Colour (2014)
- Paris (2014)
- Best Rebellious (2014)

Muziekvideo's
- Galaxies (2013)
- Your Colour (2014)
- Paris (2014)
- Sleep Well (2014)
- Best Rebellious (2015)
- Calm Your Eyes (2015)
- World Horizon (2016)